# Lista över studentnationer

## Sverige

### Uppsala universitet
Se även Studentliv vid Uppsala universitet
- Stockholms nation
- Uplands nation
- Gästrike-Hälsinge nation
- Östgöta nation
- Västgöta nation
- Södermanlands-Nerikes nation
- Västmanlands-Dala nation
- Smålands nation
- Göteborgs nation
- Kalmar nation
- Värmlands nation
- Norrlands nation
- Gotlands nation

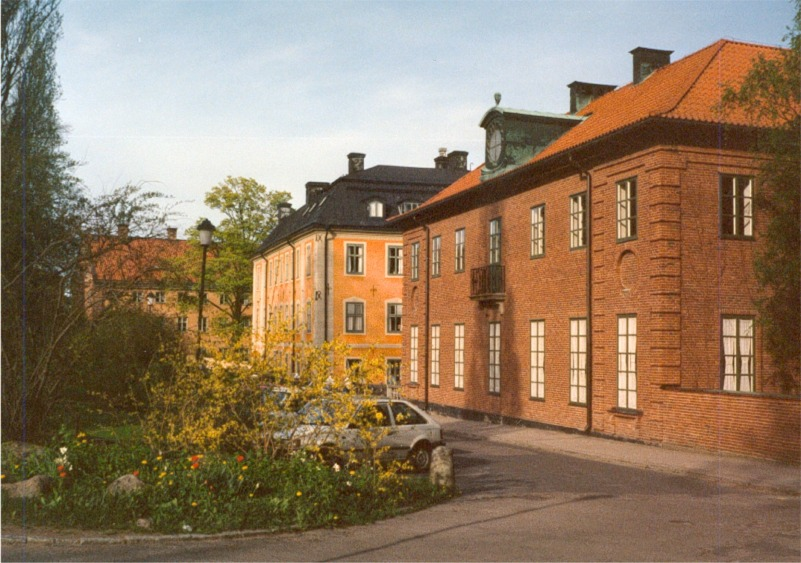
Värmlands nation i Uppsala

- Skånelandens nation, upphörde 2010-07-01

### Lunds universitet

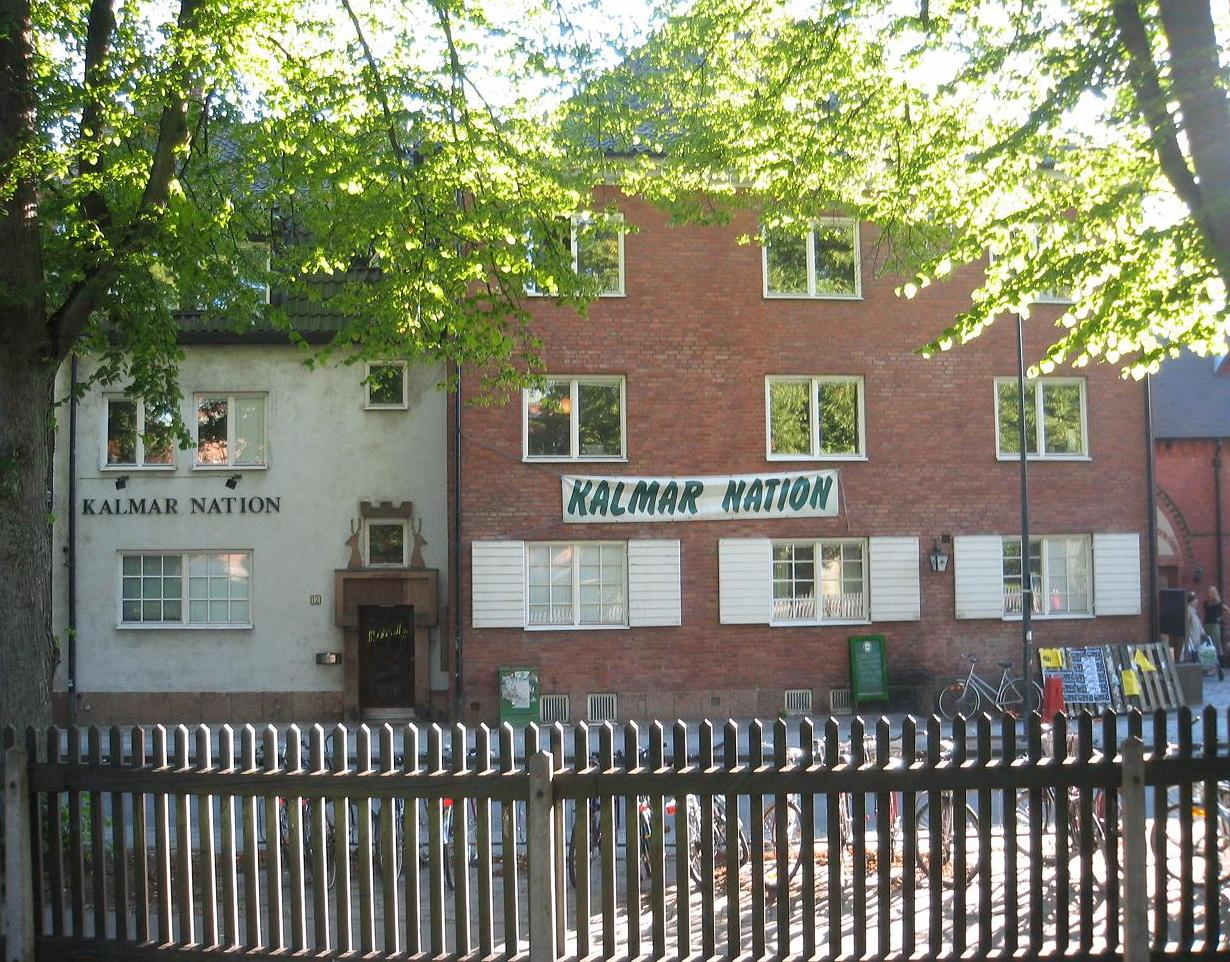
Kalmar nation.

Se även Nationerna i Lund
- Östgöta nation
- Västgöta nation
- Smålands nation
- Lunds nation
- Malmö nation
- Helsingkrona nation
- Kristianstads nation
- Sydskånska nationen
- Blekingska nationen
- Göteborgs nation
- Hallands nation
- Kalmar nation
- Wermlands nation

### Göteborg (GU,CTH)
- Bohus nation
- Hallands nation
- Smålands nation
- Västgöta nation
- Värmland-Dals nation (VäDal)
- Östgöta nation

### Linköpings universitet
- Forsmarks nation
- Norrlands nation
- Skånska nationen
- Smålands nation
- Stockholms nation
- Värmlands nation
- Västgöta nation
- Östgöta nation

### Blekinge Tekniska Högskola
- Rosenboms Nation

### Linnéuniversitetet
Växjö
- SkåneS Nation
- Västkustens Nation
- Smålands Nation
- Norrlands Nation
- ÖstGöta Nation

## Finland
I Finland finns lagstadgade nationer endast vid Helsingfors universitet (15st) samt Aalto universitetet (1st), de förfogar av historiska skäl över vissa specialprivilegium över normala registrerade föreningar. De är totalt till mängden 16 stycken, varav 5 är menade för svenskspråkiga studerande och 11 för finskspråkiga.
Utöver dessa finns en mängd allmänna studentföreningar som använder termen nation i sitt namn för att definiera sin verksamhet som sådan att den binder samman studenter från något visst geografiskt område.

### Helsingfors universitet
- Nylands nation
- Eteläsuomalainen osakunta
- Savolainen osakunta
- Karjalainen Osakunta
- Hämäläis-Osakunta
- Keskisuomalainen Osakunta
- Kymenlaakson Osakunta
- Åbo nation
- Varsinaissuomalainen osakunta
- Satakuntalainen osakunta
- Wiipurilainen osakunta
- Östra Finlands nation
- Etelä-Pohjalainen Osakunta
- Vasa nation
- Pohjois-Pohjalainen Osakunta

### Aalto-universitetet
Teknologföreningen uppstod som nation under språkstiderna. Ursprungligen var teknologföreningen föregångare till studentkåren. Men då språkmajoriteten skiftade upprättades två nationer, den finskspråkiga nationen har sedermera avslutat sin verksamhet då den finskspråkiga majoriteten blev överväldigande.
- Teknologföreningen

### Åbo Akademi
Nationerna vid åbo Akademi är inte lagstadgade som nationer.
- Nyländska Nationen
- Österbottniska nationen
- Östra Finlands nation, Åbo
- Åbolands Nation

### Åbo universitet
Nationerna vid Åbo universitet är av historiska skäl privaträttsliga organisationer, men är organiserade på samma sätt som de lagstadgade nationerna.
- Turun yliopiston varsinaissuomalainen osakunta
- Satakuntalais-Hämäläinen osakunta
- Turun yliopiston pohjalainen osakunta
- Savo-Karjalainen osakunta